# Preludio coral

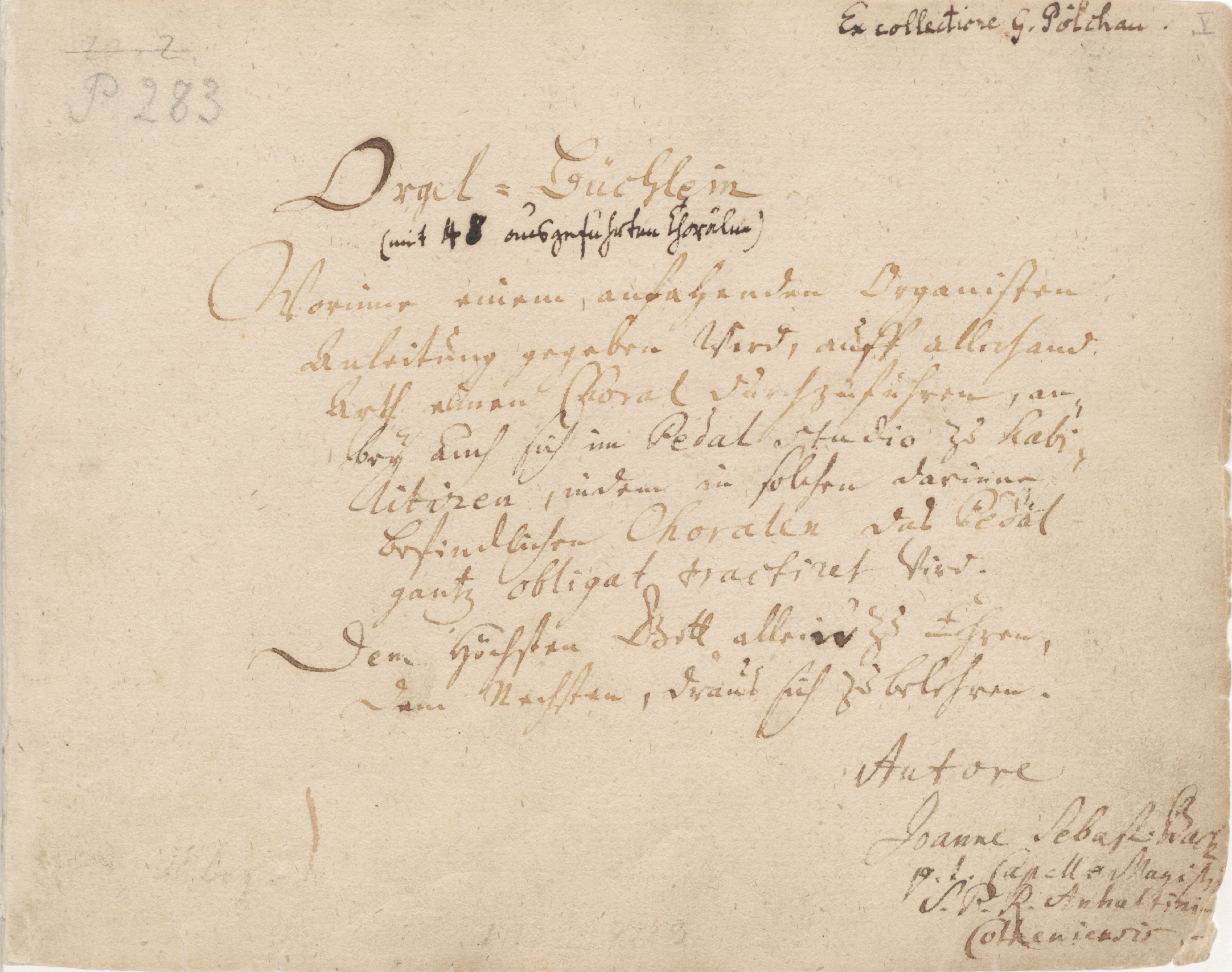
Portada del Orgelbüchlein.

En música, un preludio coral es una pequeña composición litúrgica para órgano que usa una melodía de un coral como base. Fue una forma predominante del barroco alemán y tuvo su culminación en la obra de Johann Sebastian Bach, que escribió 47 (el n.º 47, inconcluso) ejemplos de esta forma en su Orgelbüchlein.
La función litúrgica de un preludio coral es introducir el himno a ser cantado a la congregación, usualmente en un templo protestante, y originalmente luterano. Si bien era una composición polifónica, la melodía tenía que ser plenamente audible. A veces había una línea obbligato encima o debajo de la melodía.
Como género independiente, el preludio coral comenzó en la obra de Dieterich Buxtehude, que escribió 30. Numerosos ejemplos también existen en los siglo XIX y XX, entre ellos algunos de Johannes Brahms y Max Reger. Obras en esta forma continúan componiéndose hasta el día de hoy.
- Datos: Q302987
- Multimedia: Chorale preludes / Q302987